# 염전붉은박쥐
염전붉은박쥐(Lasiurus salinae)는 애기박쥐과에 속하는 박쥐의 일종이다. 이전에는 동부붉은박쥐와 사막붉은박쥐의 아종 또는 이명으로 분류했지만, 현재는 구별된다. 아르헨티나의 토착종으로 모식 산지는 코르도바 주의 크루즈 델 에헤이다.